# Crazy Climber
Crazy Climber is een arcadespel uit 1980 van Nihon Bussan waarin de speler al klimmend tegen de gevel van een wolkenkrabber het dak moet bereiken. Het werd in 1982 geconverteerd naar de Atari 2600 en naar de WonderSwan in 1999.
Op zijn weg naar boven moet hij een aantal obstakels en gevaren ontwijken:
- ramen die worden geopend en gesloten (meest voorkomende gevaar)
- Mad Doctor, kaalhoofdige bewoners die voorwerpen als bloempotten, emmers water of fruit uit het raam gooien en waardoor de speler van het gebouw afvalt.
- Condor, deze vogelsoort laat eieren vallen op de speler (twee in het begin, later wordt dit opgevoerd naar zes)
- een reuzen Aap, die sterk lijkt op King Kong. Zijn vuistslag kan dodelijk zijn en hij wordt naarmate het spel vordert agressiever.
- elektrische draden, een stroomstoot doet de speler van het gebouw tuimelen.
- Crazy Climber-reklameborden

Enkele van deze gevaren vinden elk level plaats, andere daarentegen verschijnen pas later in het spel.
Een medestander die de speler heeft is de Lucky Balloon, een rode ballon. Als de speler deze weet te vast te grijpen dan wordt hij beloond met bonuspunten en wordt naar een positie tien verdiepingen hoger getransporteerd.
Op het dak moet de speler het touw, dat onder aan de helikopter is bevestigd, zien te grijpen om naar het volgende level te worden gebracht.
Als de speler alle vier de wolkenkrabbers weet te bedwingen dan begint het spel opnieuw maar met een toegenomen moeilijkheidsgraad.

## Platforms
| Jaar | Platform            |
| ---- | ------------------- |
| 1980 | Arcade              |
| 1982 | Atari 2600          |
| 1986 | NES                 |
| 1999 | WonderSwan          |
| 2010 | Wii Virtual Console |
| 2011 | Android             |

## Ontvangst
| Beoordeeld door       | Platform   | Datum           | Score |
| --------------------- | ---------- | --------------- | ----- |
| Planet WonderSwan     | WonderSwan | 2006            | 74%   |
| The Video Game Critic | Atari 2600 | 29 oktober 2004 | 67%   |